# Dasyhelea undosternum
Dasyhelea undosternum är en tvåvingeart som beskrevs av Remm 1972. Dasyhelea undosternum ingår i släktet Dasyhelea och familjen svidknott. Inga underarter finns listade i Catalogue of Life.